# Гогоберидзе, Дмитрий Борисович
Дмитрий Борисович Гогоберидзе (1906—1953) — советский учёный в области рентгенографии и физики твердого тела, доктор физико-математических наук (1946), профессор.
Родился в 1906 году в Одессе в семье врача. В 1921 году с родителями переехал в Тифлис (Тбилиси), где окончил среднюю школу (1923) и педагогический факультет университета (1929).
Работал в Военно-воздушной академии РККА (Москва) (1929—1930, научный сотрудник), Украинском физико-техническом институте (Харьков) и параллельно — в Харьковском университете, Тифлисском госуниверситете (1934—1937, заведующий кафедрой экспериментальной физики), Ленинградском политехническом институте (1937—1941, доцент кафедры технической физики). 
За создание нового светосильного спектрографа удостоен премии Всесоюзного химического общества им. Д. И. Менделеева (1940).
Начиная с 1939 г. кроме политехнического института работал в качестве профессора в Ленинградском химико-технологическом институте, где читал курс химической рентгенографии и заведовал кристалло-рентгеновской лабораторией им. проф. Б. Н. Орёлкина, с сентября 1940 г. заведующий кафедрой физики Высшего военно-морского училища им. Дзержинского.
После начала войны переехал в Тбилиси, работал в Институте физики и геофизики Академии наук Грузинской ССР.
С 1944 года в ЛИТМО: профессор (1944—1945), заведующий кафедрой физики (1945—1948), начальник НИСа (1945—1946), организатор и первый декан ИФФ (1946—1948), заведующий кафедрой рентгенографии и электронографии (1948), профессор кафедры физики (1948—1952), заведующий кафедрой «Электровакуумные приборы» (1952—1953).
Кандидат физико-математических наук (1938), доктор физико-математических наук (1946), профессор по кафедре физики (1946).
Область научных интересов: рентгеновская спектроскопия и дефекты кристаллов. 
Сочинения:
- Механическое двойникование [Текст]. — Х. : Изд. и типо-цинк. Гос. науч.-техн. изд-ва, 1938. — 86 с. : ил.; 22 см.
- Твердость и методы ее измерения в применении к нуждам оборонной промышленности и транспорта [Текст] / Д. Б. Гогоберидзе. — Тбилиси : Изд-во Акад. наук Груз. ССР, 1944. — 202 с. : ил.; 24 см. — (Труды Института физики и геофизики/ Акад. наук Груз. ССР.).
- Твердость и методы ее измерения [Текст] / Д. Б. Гогоберидзе, проф., д-р физ.-мат. наук. — [2-е изд.]. — Москва ; Ленинград : Машгиз, [Ленингр. отд-ние], 1952. — 320 с., 5 л. ил. : ил.; 22 см.
- Некоторые объемные дефекты кристаллов [Текст] : Методы и результаты их изучения / Д. Б. Гогоберидзе, проф. д-р физ.-мат. наук ; Ленингр. гос. ордена Ленина ун-т им. А. А. Жданова. — Ленинград : Изд-во Ленингр. гос. ун-та, 1952. — 196 с. : ил.; 21 см.
- Физика твердого тела [Текст] : Сборник статей : [Посвящ. памяти проф. д-ра физ.-матем. наук Д. Б. Гогоберидзе]. — Москва ; Ленинград : Машгиз. [Ленингр. отд-ние], 1955. — 175 с. : ил.; 22 см. — (Министерство высшего образования СССР. Ленинградский институт точной механики и оптики ЛИТМО; Вып. 18).
- Механическое двойникование. ОНТИ, Харьков, 86 стр. 1938.

Умер 19 июля 1953 г. после непродолжительно болезни.